# Zadni Diabli Grzbiet

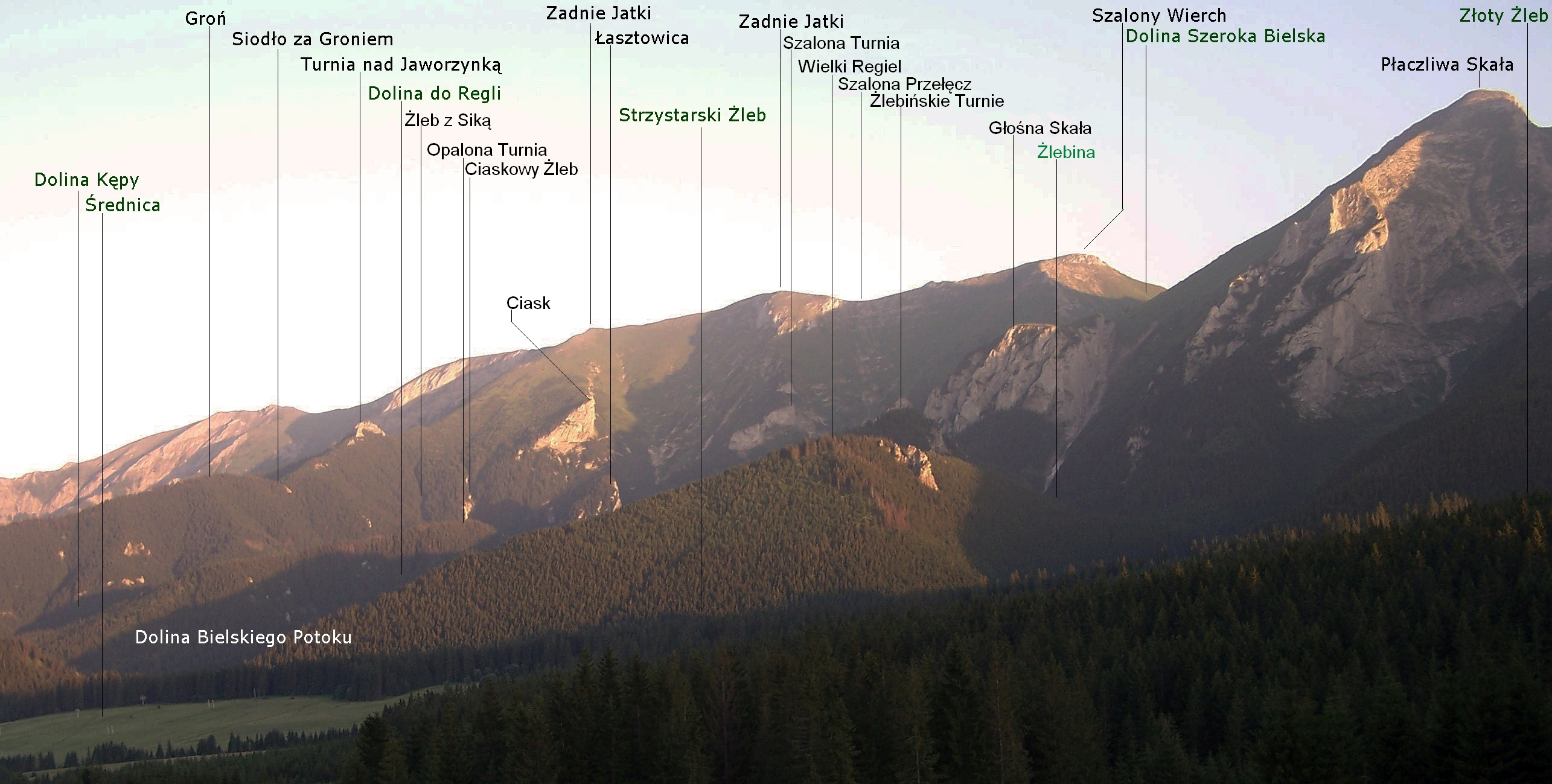

Zadni Diabli Grzbiet (niem. Hinterer Teufelrücken, słow. Zadný diablov chrbát, węg. Hátsó-Ördög-hát) – górna część północnego grzbietu Zadnich Jatek w słowackich Tatrach Bielskich. Zwornikiem dla grzbietu jest niższy, wschodni wierzchołek. Zadni Diabli Grzbiet oddziela najwyższą część Doliny Kępy od Wielkiego Koszaru – jednego z górnych pięter Doliny pod Koszary. Na północy grzbiet ten opada do Przełęczy nad Siką.
Dokładniej ograniczenie Wielkiego Koszaru tworzy stroma, boczna grzęda wyrastająca z dolnej części Zadniego Diablego Grzbietu. W górnej części jest porośnięta kosodrzewiną, niżej lasem, wreszcie jej dolny koniec podcięty jest skalnym uskokiem. Do Wielkiego Koszaru opadają z grzędy urwiste ściany o wysokości dochodzącej do 50 m.
Zadni Diabli Grzbiet ma jedno orograficznie lewe odgałęzienie. Jest to Ciaskowy Klin opadający do Doliny Kępy i oddzielający jej górną część od Ciaskowego Żlebu. Ze wschodnich zboczy dolnej części Zadniego Diablego Grzbietu opadają dwa ramiona Diablego Żlebu.
Diable nazwy w tym rejonie pochodzą od tego, że jedno z górnych pięter Doliny pod Koszary (Wielki Koszar) dawniej nosiło nazwę Diabli Koszar.